# The Rise & Fall
The Rise & Fall è il quarto album discografico in studio del gruppo musicale ska/pop britannico dei Madness, pubblicato nel 1982.

## Tracce
1. Rise and Fall  – 3:16 (McPherson/Foreman)
2. Tomorrow's (Just Another Day)  – 3:10 (Smyth/Barson)
3. Blue Skinned Beast  – 3:22 (Thompson)
4. Primrose Hill  – 3:36 (McPherson/Foreman)
5. Mr. Speaker (Gets the Word)  – 2:59 (McPherson/Barson)
6. Sunday Morning  – 4:01 (Woodgate)
7. Our House  – 3:23 (Chris Foreman, Cathal Smyth)
8. Tiptoes  – 3:29 (McPherson/Barson)
9. New Delhi  – 3:40 (Barson)
10. That Face  – 3:39 (McPherson/Foreman)
11. Calling Cards  – 2:19 (Thompson/Foreman)
12. Are You Coming (With Me)  – 3:17 (Thompson/Barson)
13. Madness (Is All in the Mind)  – 2:53 (Foreman)

## Formazione
- Graham McPherson (Suggs) – voce
- Mike Barson (Monsieur Barso) – tastiere, armonica
- Chris Foreman (Chrissie Boy) – chitarra
- Mark Bedford (Bedders) – basso
- Lee Thompson (Kix) – sassofono, voce
- Daniel Woodgate (Woody) - batteria
- Cathal Smyth (Chas Smash) – tromba, voce (taccia 13)